# Idrijca
Ídrijca je reka v zahodni Sloveniji, levi pritok Soče. Izvira v Idrijskem hribovju južno od Vojskega, teče sprva po ozki in globoki dolini proti jugovzhodu in severovzhodu, nato proti severu skozi Idrijo in Spodnjo Idrijo. V spodnjem toku teče po globoki dolini proti severozahodu in se pri Mostu na Soči izliva v Sočo.
Večji desni pritoki so Belca, Zala, Cerknica in Bača, večji levi pritoki pa Nikova, Kanomljica, Sevnica in Trebuša.

## Opis reke
Idrijca nastane iz štirih majhnih izvirov na gozdnatem pobočju v neposredni bližini razvodja s Trebušo, a se po toku navzdol hitro okrepi s številnimi majhnimi pritoki, tako da si je kmalu vrezala globoko, gozdnato in povsem neposeljeno dolino Kramaršca, usmerjeno proti jugovzhodu. Na ozkem dolinskem dnu in strmih pobočjih, izdelanih v triasnih apnencih in dolomitih, ni prostora niti za samotne kmetije, zato so ti deli ostali pod gostimi bukovimi gozdovi in šele precej niže se v dnu ozke doline pojavi prva gozdna cesta. Dolina je vrezana za okoli 400 m globoko v okoliško hribovje, nekoliko se razširi šele pri sotočju z levim pritokom Belco, kjer kolenasto zavije proti severozahodu skozi Idrijsko Belo in po dobrem kilometru ponovno proti jugovzhodu. Tu se dolina zajeda v severno vznožje kraške planote Trnovski gozd in kmalu zatem vstopi reka v kratko in ozko sotesko Strug z zelo strmimi apnenčastimi pobočji, kjer jo ob močnih padavinah napajajo številni kratki pritoki in več kraških izvirov. V tem delu je na reki jez Kobila, s katerega odvajajo vodo v znamenite idrijske rake, po katerih so nekoč dovajali vodo za pogon rudniških črpalk, danes pa do male hidroelektrarne Mesto. Ves ta gozdnat svet je zavarovan kot krajinski park Zgornja Idrijca. Pod strmo steno je na desnem bregu Idrijce Divje jezero, iz katerega priteka nekaj deset metrov dolga Jezernica, nekoliko dolvodno še kraški izviri Podroteja.
Pri sotočju z desnim pritokom Zala se značaj doline povsem spremeni. Reka se obrne proti severu, dolina se razširi, v njenem dnu se pojavi gostejša poselitev. Malo naprej teče Idrijca skozi mesto Idrija, kjer se ji z leve pridruži potok Nikova, pod mestom pa se dolina ponovno zoži in reka nekaj časa teče med velikimi skalami, ostankom velikega podora, ki se je ob potresu leta 1511 z levega pobočja podrl v dolino in za nekaj časa zajezil reko, da je poplavila velik del takratne Idrije z rudnikom vred. V nadaljnjih 40 kilometrih teče Idrijca skoraj ves čas po globoko zajedeni dolini proti severu in severozahodu, edini večji kraj v njej je Spodnja Idrija, kjer se reki z leve strani pridruži potok Kanomlja, drugje je v dnu doline in na strmih pobočjih le malo prostora za samotne kmetije in majhne zaselke. Kljub temu je dolina prometno odprta, saj pelje skoznjo magistralna cesta Idrija–Most na Soči, s katere je struga Idrijce na mnogih mestih lahko dostopna. Reka je večinoma vrezana v spodnjetriasne dolomite in teče večinoma v smeri proti severozahodu, po sotočju z desnim pritokom Cerknico pa se obrne proti zahodu in zaje v odpornejše apnence Šebreljske in Šentviške planote. Ta del doline je ponovno ožji, mestoma prava soteska, v kateri je ponekod komaj dovolj prostora za reko in cesto. Na strmem levem pobočju pod vasjo Šebrelje je visoko nad reko pomembno arheološko najdišče Divje babe.
Kmalu po sotočju z levim pritokom Trebušo priteče Idrijca na aktiven idrijski prelom, ki poteka v dinarski smeri od severozahoda proti jugovzhodu. Ta del doline je izrazito premočrten, dolinsko dno je nekoliko širše, tako da je v njem prostor tudi za nekaj večji naselji Slap ob Idrijci in Idrija ob Bači. Dva kilometra pred izlivom se Idrijci z desne pridruži največji pritok Bača in od tu dolvodno se je morala Idrijca hkrati s Sočo vrezati v soške ledeniško-rečne naplavine. Pri Mostu na Soči, kjer se izliva v Sočo, se je pod naplavinami vrezala tudi v živoskalno apnenčasto podlago in v njej izdelala slikovita korita, ki so danes potopljena v akumulacijskem jezeru za pregrado v Podselu.

## Hidronim in etimologija
Ime reke izhaja iz nekega zelo starega imena, verjetno še iz predromanskega obdobja. Po mnenju jezikoslovcev F. Bezlaja in M. Snoja naj bi imelo enake korenine kot ime mejne reke Idrija (it. in furl. Judrio) med Slovenijo in Italijo, po Snojevem mnenju naj bi izhajalo iz indoevropske osnove (a)u̯ed- (voda).. Na starejših avstrijskih vojaških zemljevidih je ime reke zapisano v oblikah Idria Fluss in Idria Fl. z dodanim slovenskim imenom Idrica v oklepaju, na italijanskih topografskih kartah se imenuje Idria.

## Hidrogeografija
Idrijca ima tipičen dinarski dežno-snežni režim z izrazitim prvim viškom pozno jeseni (november–december) in manj izrazitim drugim viškom spomladi (marec–april). Jesenski višek je posledica izdatnih jesenskih padavin, spomladanski višek je deloma zaradi taljenja snega in deloma zaradi spomladanskega dežja. Najmanjši pretoki so poleti (junij–avgust), zimski nižek je zelo neizrazit (februar). Zaradi močno razčlenjenega površja in strmih pobočij ter obilnih padavin ima Idrijca visok specifični odtok (57,6 l/s/km2) in tudi zelo visok odtočni količnik (76,0 %), večjega kot podobne reke v Predalpskem hribovju.
Idrijca je pravi hudournik, ki ob močnih nalivih zelo hitro naraste in lahko skupaj s številnimi pritoki iz strmih in ozkih grap v zelo kratkem času napravi veliko škode v naseljih ter na prometni in drugi infrastrukturi. Sicer se ozka naplavna ravnica ob reki pojavlja le ponekod (predvsem med izlivoma Trebuše in Bače, tako da so naselja večinoma odmaknjena od reke v višje lege, razen Idrija in Bača pri Modreju, kjer povzroča težave s poplavljanjem in nasipanjem velikih količin plavja. Poplavno najbolj ogroženi so spodnji deli Idrije ob Idrijci in ob pritoku Nikova, ki so bili v zadnjih sto letih večkrat prizadeti zaradi poplav, mdr. 27. decembra 1909, 27. septembra 1926, 14. oktobra 1982 in 18. septembra 2010. Vse do poplave 27. septembra 1926 so bili spodnji deli Idrije še dodatno ogroženi zaradi lesenih 'grabelj' na reki, s katerimi so lovili les, ki so ga vse od konca 16. stoletja dalje plavili po reki za potrebe rudnika. Ob prejšnjih poplavah se je na njih vedno nabiralo plavje in zajezilo reko, ki je zaradi tega prestopila bregove, ob poplavi leta 1926 pa jih je Idrijca v celoti odnesla. Na vodomerni postaji Hotešk so največje pretoke Idrijce zabeležili ob poplavah 28. januarja 1979 (644 m3/s), 18. septembra 2010 (565 m3/s) in 30. marca 2009 (483 m3/s).
Posebne težave s poplavami se pojavljajo na sotočju Idrijce in Bače v Bači pri Modreju, kjer prihaja do močnega zasipanja rečne struge z rečnimi plavinami na zgornjem koncu akumulacijskega jezera. Ozek idrijski krak jezera se je po izgradnji pregrade v Podselu (1938) v veliki meri zasul s prodom, tako da se je že do leta 1991 dno struge Idrijce na sotočju z Bačo dvignilo za več kot pet metrov. Zaradi zasipanja strug obeh vodotokov v njih ni prostora za višje pretoke, zato vode tudi večkrat letno prestopijo bregove, ob visokih pretokih pa ogrožajo tudi magistralno cesto Idrija–Most na Soči ter bližnje stanovanjske hiše (npr. ob poplavi 1. novembra 1990).

## Kakovost vode
Idrijca je zlasti v zgornjem toku reka z zelo čisto vodo, tudi v ostalem toku je v dobrem kemijskem in ekološkem stanju. Prav tako je skoraj celotna struga v povsem naravnem stanju, brežine so utrjene le na krajšem odseku skozi Idrijo in na mestih, kjer bočna erozija ogroža magistralno cesto. Idrija in Spodnja Idrija kot največji naselji v porečju imata lastni čistilni napravi, zlasti pomembna pridobitev je nova čistilna naprava v Idriji z zmogljivostjo 9000 PE (odprta 2. oktobra 2015). Zaradi čistosti je voda Idrijce primerna tudi za kopanje (naravni kopališči Lajšt v Idrijski Beli in v Bači pri Modreju.
V preteklosti je Idrijco močno onesnaževalo pridobivanje živega srebra v Idriji, saj so skozi stoletja velik del jalovine in v obdobju 1868–1977 tudi večino odpadkov od žganja rude odmetavali neposredno v reko; po ponovni oživitvi pridobivanja živega srebra (1983) to ni bilo več dovoljeno. Po zaprtju rudnika leta 1996 so se količine živega srebra v rečni vodi močno zmanjšale, precej pa ga je ostalo v naplavinah na naplavni ravnici vzdolž reke in v rečni strugi, del je na dnu akumulacijskega jezera za pregrado v Podselu, precejšnje količine živega srebra (tudi zaradi naravnega izpiranja živorodnega živega srebra) pa so se nakopičile v sedimentih na dnu Tržaškega zaliva. Strokovnjaki so ugotovili, da je v naplavinah Idrijce ok. 2030 ton živega srebra, v Tržaški zaliv pa naj bi v 500 letih rudarjenja naneslo okoli 2500 ton živega srebra. Koncentracije živega srebra v vodi Idrijce so se po opustitvi rudarjenja močno zmanjšale in ne presegajo dovoljenih vrednosti, ostajajo pa precej visoke koncentracije živega srebra v rečnih naplavinah, ki bi ga lahko z obsežnejšim poseganjem v rečno strugo ponovno mobilizirali, da bi v obliki strupenih spojin vstopilo v prehrambeno verigo. Rezultati stalnega monitoringa vsebnosti živega srebra kažejo, da je v naplavinah v rečni strugi Idrijce nad Idrijo v povprečju ok. 2 mg živega srebra v kilogramu sedimenta, med Idrijo in Spodnjo Idrijo 171–4121 mg/kg sedimenta in dolvodno od Spodnje Idrije od 3,2 do 878 mg/kg sedimenta.

## Ljudje in reka
V preteklosti je bila Idrijca izjemno pomembna za oskrbo rudnika živega srebra z jamskim lesom, ki ga je rudnik potreboval v velikih količinah. Ker v zgornjem delu doline ni bilo nobenih cest, so les iz gozdov v povirnih delih Idrijce in njenih pritokov Belca in Kanomljica plavili do Idrije. Da so zagotovili dovolj velike količine vode, so že v 16. stoletju zgradili lesene, pozneje zidane pregrade, imenovane klavže, s katerimi so zajezili vodo in jo spustili skozi zapornice, ko so v strugo dolvodno spravili dovolj velike količine lesa. Povečan pretok vode ga je odnašal dolvodno, vse do velike pregrade (grabelj) v Idriji, s katerimi so les polovili in pobrali iz reke. Te 'grablje' v Idriji so večkrat povzročile poplave, saj se je ob visoki vodi na njih nabiralo različno plavje, dokler jih ni odneslo ob veliki poplavi 27. septembra 1926.
Na Idrijci in njenih pritokih nekoč ni bilo veliko mlinov in žag, saj je bilo doma pridelanega žita malo, glavni odjemalec lesa pa je bil idrijski rudnik. Nekatere kmetije so vseeno imele manjše mline ali žage, nekaj več jih je bilo v Slapu ob Idrijci; na mestu enega od njih so tam leta 1957 zgradili večji industrijski mlin, ki je pripadal podjetju Mlinotest iz Ajdovščine.
Čeprav lahko Idrijco po ohranjenosti struge, kakovosti vode in lepoti pokrajine primerjamo s Sočo, je bil turistični razvoj ob njej razmeroma skromen. Najpomembnejša je vsekakor kulturna in tehnična dediščina v Idriji, klavže v zgornjem toku, Divje jezero in Krajinski park Zgornja Idrijca. Naravni kopališči ob reki sta dve: Na lajštu ob sotočju Idrijce in Belce ter ob izlivu Bače v Idrijco v Bači pri Modreju. Vzdolž idrijskih rak poteka od idrijske kamšti v Idriji do jezu Kobila 2,5 km dolga naravoslovna učna pot Po poti idrijskih naravoslovcev. Ob spodnjem toku Idrijce med zaselkom Bukovica in Mostom na Soči poteka Kosmačeva učna pot v spomin na slovenskega pisatelja domačina Cirila Kosmača.
Na Idrijci delujeta v srednjem toku dve mali hidroelektrarni, ki sta v lasti podjetja Soške elektrarne iz Nove Gorice: v Idriji HE Mesto, ki dobiva vodo po idrijskih rakah (instalirana moč 0,2 MW) in malo pred Spodnjo Idrijo HE Marof (instalirana moč 0,44 MW). Več malih hidroelektrarn je še na pritokih Idrijce in dve manjši v Slapu ob Idrijci.

## Varstvo narave
Skoraj celotno porečje Idrijce in njenih pritokov gorvodno od Idrije je od leta 1992 zavarovano kot Krajinski park Zgornja Idrijca in hkrati spada v obsežno območje Nature 2000 Trnovski gozd – Nanos. Območje je zelo zanimivo zaradi raznolike kamninske zgradbe in močno razčlenjenega reliefa, skoraj v celoti poraščeno z jelovo-bukovimi gozdovi, v katerih se skrivajo številne naravne znamenitosti (mdr. Divje jezero in drugi kraški izviri, gozdni rezervati). Krajinski park je pomemben kot zavarovano območje, ima pa tudi pomembno rekreacijsko-turistično vlogo za prebivalce Idrije in širše okolice. Celotna struga Idrijce od izvira do izliva s pritoki vred je evidentirana kot naravna vrednota državnega pomena, hkrati je kot posebna enota uvrščena tudi med območja Natura 2000.
Zelo lepo ohranjena in dobro preučena je vegetacija v rečni strugi Idrijce in na njenih bregovih. V zgornjem toku se na prodiščih najprej naselijo pionirska zelišča (mdr. sršica, Stipetum calamagrostis), po nekaj letih se naselijo sive vrbe (Salix eleagnos), ki sčasoma zrastejo v sklenjena grmišča in nato v loge. V srednjem in spodnjem toku se na prodiščih najprej pojavijo najrazličnejše enoletnice in trajnice, mdr. navadni repuh (Petasites hybridus). V naslednji fazi jih zamenjajo različne vrbe, mdr. siva vrba (Salix eleagnos) in rdeča vrba (Salix purpurea) ter ponekod črni topol (Populus nigra), iz katerih se sčasoma lahko razvijejo prave obvodne gozdne združbe. 
 Ob skrbnem popisu rastlinstva vzdolž celotnega toka Idrijce so biologi ugotovili kar 1057 rastlinskih vrst (praprotnic in semenk); od tega je 931 avtohtonih vrst in 126 adventivnih. Delež slednjih se po toku navzdol povečuje in znaša v spodnjem toku že okoli 13 %. Med domačimi vrstami so tudi nekatere redke ali znamenite vrste, kot npr. kranjski jeglič (Primula carniolica) ter orhideji zavita škrbica (Spiranthes spiralis) in mačje uho (Ophrys apifera).
V Idrijci živi 11 ribjih vrst, od katerih jih je kar osem na Rdečem seznamu IUCN; v zgornjem in srednjem toku je Idrijca izrazito salmonidna reka, v spodnjem toku se pojavlja vse večji delež ciprinidnih vrst. V zgornjem toku živijo mdr. avtohtona soška postrv (Salmo marmoratus), potočna postrv (Salmo trutta), iz Severne Amerike prinešena šarenka (Oncorhynchus mykiss), pohra (Barbus meridionalis), blistavec (Telestes souffia) in lipan (Thymallus thymallus). V spodnjem toku je salmonidnih vrst samo še četrtina, najpogostejše ribe so v tem delu blistavec (Telestes souffia), šarenka (Oncorhynchus mykiss), pohra (Barbus meridionalis) in soška postrv (Salmo marmoratus). Soška postrv se na celotnem toku pojavlja in tudi križa s potočno postrvjo, nad klavžami v zgornjem toku pa se je ohranila avtohtona populacija soške postrvi, saj klavže onemogočajo selitev drugih ribjih vrst v najzgornejši del reke.
Upravljanje z ribjim življem v Idrijci je v rokah ribiških družin Idrija in Tolmin; meja med revirjema je pri Stopniku.